# 敬拜 (基督教)
敬拜（新教的稱呼，但各教派也使用）、事奉（东正教的称呼）、欽崇（天主教的称呼），是指基督教对于所信仰的唯一造物主的崇拜及崇敬，基督徒認為敬拜是是一種著活的狀態，就如：平安、喜樂…是一種與神親密交流的生活狀態，是人對神的回應，也有事奉和奉獻的意義。

## 詞源
希伯來文的專家說敬拜這個詞，在希伯來文中跟事奉和奉獻是同一字根，如：羅馬書十二章1節
|  | 「所以弟兄們，我以神的慈悲勸你們，將身體獻上，當作活祭，是聖潔的，是神所喜悅的；你們如此事奉乃是理所當然的。」（和合本） |

|  | 所以弟兄們！我以天主的仁慈請求你們，獻上你們的身體當作生活、聖潔和悅樂天主的祭品：這纔是你們合理的敬禮。（思高本） |

## 敬拜的意義
基督教認為，敬拜的對象是神，也就是信徒的父，並且是神自己的渴求，或者說神尋找這樣的人拜祂。又認為敬拜神是心靈（不是外表）和誠實（真相，心被真相影響），是人裡面與神相處的態度，而絕不是外面的儀式和行為。
在基督教中，敬拜和奉獻也是分不開的，事奉、奉獻、敬拜是一回事，沒有真實的奉獻，就沒有真實的事奉，也沒有真實的敬拜，這三個必須在一起。例如亞伯拉罕帶著他的兒子，要獻以撒過程的時候，他說：「我帶童子前去拜一拜」，當中的「拜」包含事奉和奉獻的意義。

## 外部連結
1. ↑  以賽亞書廿九 13：「主說、因為這百姓親近我、用嘴唇尊敬我、心卻遠離我，他們敬畏我、不過是領受人的吩咐。」